# 盧森堡競賽足球會聯盟
盧森堡競賽足球會聯盟是盧森堡的一家足球俱樂部。主場位於盧森堡城。球隊參加盧森堡足球國家聯賽的賽事。

## 外部連結
- （法文） Racing FC Union Luxembourg official website （页面存档备份，存于）